# Silja Ukena
Silja Ukena (* 1975) ist eine deutsche Journalistin, Literaturkritikerin und Schriftstellerin. 

## Leben
Ukena begann ihre berufliche Laufbahn in der Journalistenschule Axel Springer. Anschließend studierte sie Kunstgeschichte und Politikwissenschaft in Hamburg und Paris. Danach war sie bis 2010 unter anderem für Brigitte, Stern, Die Zeit und Süddeutsche Zeitung als freie Journalistin und Literaturkritikerin tätig. Seit 2010 ist sie Redakteurin im Haus der Kulturen der Welt in Berlin.

## Werk
- (als Herausgeberin) Dein ist mein ganzes Herz: 99 schönste Liebeserklärungen, 2006
- Ein Jahr in Paris, 2010
- Der Eismann, 2015